# Nhóm ngôn ngữ Môn
nhóm ngôn ngữ Môn là một nhóm ngôn ngữ trong ngữ hệ Nam Á, bắt nguồn từ tiếng Môn cổ của vương quốc Dvaravati tại nơi ngày nay là trung bộ Thái Lan. Người Môn ngày nay là hậu duệ của những người đến Pegu lánh nạn sau khi Dvaravati rơi vào tay người Khmer, còn người Nyah Kur là hậu duệ những người ở lại.

## Phân loại
Sidwell (2009:114) đề xuất cây phát sinh sau cho nhóm ngôn ngữ Môn, tổng hợp từ phân loại trước đó của Therapan L-Thongkum (1984) và Diffloth (1984).
- Tiếng Môn cổ
  - Nyah Kur
    - Bắc
    - Trung
    - Nam

  - Môn trung đại
    - Môn văn học
    - Môn Ro: phương ngữ cực bắc, nói trong vùng Pegu-Paung-Zingyaik
      - Môn Ro Tây: nói trong một vùng từ bắc Martaban đến Thaton
      - Môn Ro Đông: nói ở một khu vực nhỏ bên bờ nam sông Gyaing

    - Môn Rao: nói quanh Moumein, lan về phía nam đến tận Tavoy
      - Môn Rao Bắc
      - Môn Kamawet
      - Môn Rao Nam
      - Môn Rao Ye: phương ngữ tiếng Môn cực nam

    - Môn Thái